# Most Milenijny w Kazaniu
Most Milenijny (tatar. Милленниум күпере, ros. Мост Милленниум) – most wantowy nad Kazanką, w Kazaniu, w Tatarstanie, w Rosji. Jego nazwa pochodzi od obchodów tysiąclecia istnienia Kazania, które miały miejsce w 2005. Pylon mostu jest w kształcie litery M.
Budowa mostu rozpoczęła się w 2004, pierwsza część była gotowa w roku 2005, a druga część w 2007. Kosztował około 94 milionów euro.
Most ma 835 m długości. Główną częścią tego mostu jest 45-metrowy pylon, który wygląda jak litera M. Ta forma pochodzi z Meñyıllıq (Cyrylica: Меңъеллык), tatarskie tysiąclecie, lub jego wariantu łacińskiego Millennium. Przez most prowadzi trzypasmowa trasa i chodnik dla pieszych w każdym kierunku. Most połączył przebiegającą przez Park Gorkiego ulicę Wiszniewskiego i aleję Fatixa Ämirxana.